# Can't Be Saved
Singles de Senses Fail
Calling All Cars
(2006) Family Tradition
(2008)
Can't Be Saved est le deuxième single du deuxième album de Senses Fail, Still Searching. La chanson est certifiée disque d'or par la RIAA.
La chanson est incluse comme piste jouable dans le jeu vidéo Guitar Hero III: Legends of Rock. Elle est également incluse dans le jeu à succès Tap Tap Revenge 2 pour iPod Touch et iPhone.
La chanson a ensuite été incluse dans l'album Follow Your Bliss: The Best of Senses Fail.

## Clip vidéo
Le clip vidéo est présenté pour la première fois sur AOL Music le 22 mai 2007. Le clip est filmé à la Canyon Crest Academy, un lycée public de San Diego.

## Certifications
| Région                                                                                                 | Certification | Ventes/Streams |
| --- | ------------- | -------------- |
| États-Unis (RIAA)                                                                                      | Or            | 500 000^       |
| *Ventes selon la certification ^Mise en rayon selon la certification xNon précisé par la certification |               |                |